# 6684 Volodshevchenko
6684 Volodshevchenko è un asteroide della fascia principale. Scoperto nel 1977, presenta un'orbita caratterizzata da un semiasse maggiore pari a 2,7322353 UA e da un'eccentricità di 0,1378992, inclinata di 2,79775° rispetto all'eclittica.